# Shape (revista)
Shape Magazine ( o Shape ) es una revista estadounidense de fitness publicada en inglés mensual iniciada por Weider Publications en 1981 , fundada por Christine MacIntyre (una pionera en la aptitud hacia el libre de peso de las mujeres) y se convirtió rápidamente en el número 1 de la revista para el culto al cuerpo de las mujeres.
La revista Shape es la guía turística de las mujeres a una vida feliz y saludable. Contiene fitness, dieta saludable, pérdida de peso, consejos de adelgazamiento y de moda para las mujeres de todas las edades. Su equipo de nutrición, acondicionamiento físico, salud, belleza y expertos en psicología se esfuerzan por proporcionar confianza y consejos para lograr un estilo de vida más saludable.

## Historia
En el momento de su fundación, Weider Enterprises consistía principalmente en la revista de culturismo Muscle & Fitness. Joe Weider y Christine MacIntyre tenían diferentes puntos de vista de la forma de presentar la revista Shape, Weider respaldaba un enfoque menos periodístico y más comercial de artículos, MacIntyre respaldaba una revista más académica, basada en reportajes médicos. Weider también aprobó un enfoque más sexy de redacción, mientras que MacIntyre hizo suya una mirada más saludable para las mujeres, dejando de lado la sensualidad en los modelos. MacIntyre ganó gran parte de esa batalla, ya que obligóa que los artículos fueran aprobados por un licenciado en medicina, que los modelos de la cubierta deben verse saludable en lugar de sexy y evitar que el lenguaje sexista. Christine MacIntyre fue la redactora jefe hasta su muerte en 1988. Tara Kraft es la redactora jefe actual. Shape ha encontrado un público basándose en esa fórmula.
Weider fue adquirida por American Media en 2002. Desde entonces una versión en alemán de Shape está disponible en Alemania, Austria y Suiza.

## Contenido
Secciones dentro de la revista incluyen Features & Cover Stories, Shape Your Life, Look Great, Live Healthy, Get Fit, Eat Right, You In Shape, and In Every Issue, which includes From the Editor’s Desk, Contributors, Readers Speak Out, The Hot List and Fit & Famous. Cada número de la revista Shape incluye los últimos avances sanitarios, el ejercicio y las noticias sobre nutrición. Shape ofrece consejos de nutrición, así como recetas. Proporcionan nuevas rutinas de ejercicio y consejos mensuales.
Forma abraza un estilo de vida saludable , que se representa a través de sus modelos de portada. Modelos de portada anteriores incluyen a Ellen DeGeneres, Kelly Osbourne, Jillian Michaels y Ashley Tisdale. La sección de "Up Close With" ofrece una entrevista con la modelo de la portada y ofrece sus consejos sobre cómo vivir un estilo de vida saludable. En la parte posterior de la revista se encuentra la sección "Fit & Famous", donde Shape entrevista una celebridad que ofrece más consejos sobre cómo llevar una vida más larga, feliz y confiada.
"Readers Speak About" y "You Asked" permiten a los lectores de Shape hacer comentarios acerca de las ediciones anteriores y hacen las preguntas a los colaboradores con respecto a la aptitud, la nutrición y la salud. Los colaboradores de Shape incluyen médicos, dietistas registrados, entrenadores personales y otros profesionales. Cynthia Sass es una editora colaboradora que ofrece asesoramiento nutricional. Doctor Oz antes también ha dado contribuciones a la revista. Hay varios otros colaboradores en función del tema o especialidad.
La sección "Success Stories" ofrece consejos de dieta y ejercicio que han funcionado para otros lectores durante su experiencia de pérdida de peso. Por otra parte, la sección de "Weight Loss Diary" sigue a una mujer promedio en su viaje de pérdida de peso. En combinación, estas dos secciones ofrecen consejos reales que trabajan para diferentes tipos de cuerpo y estilo de vida para los lectores que también están en su viaje de pérdida de peso.
Otros temas incluyen el sexo, la mente, la belleza, los viajes, la moda, el trabajo, el hogar y el estilo.

## Medio ambiente
La revista Shape piensa en verde. Como defensor del medio ambiente, que son el principal usuario de papel reciclado entre las principales revistas de estilo de vida de las mujeres norteamericanas. Una edición de Shape en promedio consta de unos 140.000 kilogramos de residuos post-consumo, utilizan principalmente revistas viejas y periódicos. Se estima que Shape ahorra 17.723 árboles al año mediante la impresión en papel reciclado.